# Österreichisches Konkordat von 1933
Das  Österreichische Konkordat von 1933 wurde seit 1931 ausverhandelt und am 5. Juni 1933 zwischen Österreich unter dem damaligen Bundeskanzler Engelbert Dollfuß und Papst Pius XI. geschlossen.  Das Konkordat besagte, dass die römisch-katholische Kirche in Österreich eine öffentlich-rechtliche Stellung besitzt, und ihr wurden mehrere Rechte zugesprochen, wie das Recht, ihre geistliche Macht und ihren Kultus frei auszuüben, und das Recht, Gesetze, Dekrete und Anordnungen zu erlassen. Das Konkordat wurde „nach einem zähen politischen Ringen“ 1957 verifiziert und ist noch immer gültig, und kommt aufgrund des Gleichbehandlungsgebot auch für die anderen anerkannten Religionsgemeinschaften zur Anwendung.

## Inhalt
Das Konkordat verleiht der römisch-katholischen Kirche eine öffentlich-rechtliche Stellung nach Artikel 15 des Staatsgrundgesetzes. Das Land Österreich verspricht, katholische Fakultäten zu erhalten, außerdem gibt es der römisch-katholischen Kirche das Recht, ihren Glauben im schulischen Religionsunterricht weiterzuvermitteln nach Art. 17 Abs. 4 StGG. Im Konkordat erhält die römisch-katholische Kirche die Abgabenhoheit sowie die Beitragshoheit.